# 5868 Ohta
5868 Ohta (1988 TQ) là một tiểu hành tinh vành đai chính được phát hiện ngày 13/10/1988 bởi Endate và Watanabe ở Kitami.